# Ресава (предузеће)
Предузеће индустрија конфекције Ресава из Јагодине је отпочело са радом 1940. године под називом Индустрија шешира и капа Рота, када је произведено 36.000 шешира и 15.000 качкета и ђачких капа. 1945. године основана је фабрика шешира и туљака Ресава која после неколико година почиње да производи и лаку конфекцију, кројачку и душечну вату. 
Главни објекат фабрике налазио се у индустријској зони у Јагодини и простире се на 4.500 m², објекат је климатизован, а уз њега се налази још и ресторан за исхрану радника, здравствена амбуланта, спортски терени као и паркиралиште. Ресава је била један од највећих извозника униформи за здравство и угоститељство на просторе САД и Совјетског Савеза. Запошљавала је око 1.000 радника, и имала представништва у Београду и Сплиту, поседовала је више од 35 продавница широм Југославије. Била је и члан Модафест-а.
Предузеће одлази у стечај 1997. године. Власник јагодинске фирме БЦМ, Милисав Буца Марковић, постаје власник 58 посто акција откупљивањем дугова Ресаве 2000. године, међутим ништа не чини како би обновио производњу. 
Индустрија конфекције Ресава престала је да постоји 2001. године.